# Megachile buehleri
Megachile buehleri är en biart som beskrevs av Carlos Schrottky 1909. Megachile buehleri ingår i släktet tapetserarbin, och familjen buksamlarbin. Inga underarter finns listade i Catalogue of Life.